# Xanthorhoe offensaria
Xanthorhoe offensaria là một loài bướm đêm trong họ Geometridae.